# Аэродизайн
Аэродизайн — современное искусство оформления интерьера и экстерьера, создание скульптур и композиций с применением воздушных шаров. В настоящий момент данное направление в оформлении пространства пользуется заслуженным вниманием и интересом.

## История появления
Первые упоминания об оформлении помещений воздушными шариками пришли к нам со времен ацтеков. Только «воздушные шары» изготавливали из внутренностей животных, надувая их воздухом и украшая разнообразными узорами. Ацтеки применяли их для оформления залов для жертвоприношений.
Древнеримский историк Тацит в своих трудах описывает разрисованные «шары», которые наполнялись воздухом. Древние римляне украшали ими пиршественные залы во время праздничных мероприятий.
В период Средневековья «летающие шары» активно использовались на карнавалах и балах.
В Древней Руси, как свидетельствует Карамзин, все залы, где проходили представления в честь князя Владимира Великого, украшались разноцветными воздушными шарами, сделанными из бычьих внутренностей.
Первый резиновый шарик изобрел Майкл Фарадай, профессор Королевского Лондонского Университета в 1824 году, проводя эксперименты с водородом. Для этого он использовал два листа каучука, положенные друг на друга.
Резиновые шары в качестве игрушки впервые были представлены общественности в 1825 году. Пионером в данной области стал Томас Ханкок, который начал реализацию наборов под названием «Сделай сам», состоящих из бутылки, наполненной жидкой резиной, и шприца. Правда, сделать из этого шарик мог только настоящий специалист, а не ребенок.
Следующим этапом развития аэродизайна является 1847 год, когда Джордж Инграм изобрел вулканизированные шары, напоминающие собой современные воздушные шарики. В последующие годы данный вид бизнеса получил стремительное развитие в Китае и Америке, и лишь к началу 90-х годов достиг России.
В 2000 году в Москве состоялся первый семинар профессиональных аэродизайнеров, а в 2001 году — Второй Международный фестиваль воздушных шаров, во время которого специалисты показали не только свои навыки и мастерство, но и новые направления в данной области.

## Сферы использования
Аэродизайн применяется для оформления разнообразных тематических мероприятий и торжеств:
- Свадьбы
- Дня рождения
- Корпоративной вечеринки
- Презентации компании или нового продукта
- Открытия магазинов, торговых центров и т. д.
- В качестве романтического подарка
- Украшения витрин
- Уличной торговли шарами

## Виды аэродизайна
В аэродизайне существует несколько направлений:
- Пластика шаров — суть данной технологии заключается в следующем: несколько шаров разного размера и вида помещают в другой шар таким образом, чтобы придать ему требуемой формы.
- Твистинг (twist (англ.) — скручивать) — искусство создания фигур, цветов, скульптур и различных композиций из шаров ШДМ.
- Создание композиций из гелиевых шаров. В данном направлении используются шары разной формы и диаметра, а также с различным наполнением: конфетти, перья, сухоцветы. Шары могут быть окрашены акрилом как снаружи, так и изнутри. В последние годы большую популярность набирает идея дополнительного декора на шарах в формате наклеек - надписей или же изображений героев, фотографий людей.
- Оформление гирляндами из шаров с воздухом. Используется как  для наружного так и для внутреннего  оформления помещений. Это отдельный вид аэродизайна, предполагающий создание гирлянд из шаров с воздухом и их последующее крепление к фасаду, стенам, и иным конструкциям. В этом формате существует два направления - классические гирлянды, с четким плетением из шаров одного диаметра, и  гирлянды разнокалиберные, также их называют органик или антиформ гирлянды.